# Uniwersytet Michigan
Uniwersytet Michigan (ang. University of Michigan) – państwowa szkoła wyższa w stanie Michigan, w Stanach Zjednoczonych. Został założony w 1817 w Detroit i przeniesiony w 1837 do Ann Arbor.
Obecnie uniwersytet posiada kampusy w trzech miastach w Michigan: Ann Arbor, Dearborn i Flint.
Skróty U of M oraz Michigan zwykle odnoszą się do Ann Arbor (największego z kampusów).
Uniwersytet jest uważany za jeden z najlepszych amerykańskich uniwersytetów publicznych, jak również jeden z najbogatszych. Pod względem wysokości budżetu w 2005 roku plasował się na 5. miejscu w Stanach Zjednoczonych. Jednym z powodów tak wysokiego miejsca jest niezwykle wysokie czesne dla studentów spoza stanu Michigan, którzy stanowią około 30% całości.
Uniwersytet Michigan w Ann Arbor jest jedną z największych wyższych uczelni publicznych w Stanach Zjednoczonych i charakteryzuje się wysokim poziomem nauczania. Klasyfikowany jest jako druga lub trzecia najlepsza uczelnia publiczna w kraju albo na miejscu od dwudziestego drugiego do dwudziestego piątego przy uwzględnieniu uczelni prywatnych. W rankingu US News & World Report wydziały psychologii i socjologii zajęły trzecie miejsce, nauk politycznych – czwarte, ekonomiczny – dwunaste, biznesowy – trzynaste. Natomiast na świecie uczelnia plasuje się między szóstym a osiemnastym miejscem.
Ogólna liczba studentów to około 24 800 undergraduates (studia licencjackie) i 14 900 graduates (studia magisterskie i podyplomowe).
Kampus uniwersytecki w Ann Arbor jest podzielony na 3 podkampusy: północny, centralny i południowy.
W Bibliotece Uniwersytetu Michigan w dziale Zbiorów Specjalnych znajduje się zbiór Labadie Collection, uznawany za jeden z najbardziej kompletnych na świecie kolekcji materiałów dokumentujących historię anarchizmu i innych ruchów radykalnych od XIX wieku do czasów współczesnych.

## Sport
Uczelniany klub sportowy nosi nazwę Michigan Wolverines (Rosomaki z Michigan) i posiada 24 drużyny w różnych dyscyplinach. Uniwersytet należy do NCAA Division I, a dokładniej do Big Ten Conference. Barwy klubowe Rosomaków to żółta i niebieska. Uczelnia jest właścicielem stadionu Michigan Stadium, który jest największym amerykańskim stadionem sportowym. Na jego trybuny może wejść ponad 109 tysięcy widzów. Własnością uczelni jest także hala Crisler Arena, mieszcząca 13,7 tysiąca osób.
Uniwersytet Michigan znany jest ze znakomitych drużyn sportowych, w szczególności w futbolu amerykańskim i hokeju na lodzie. Jego studentem był Michael Phelps, wielokrotny mistrz olimpijski w pływaniu. Tom Brady, jeden z najlepszych quarterbacków w Narodowej Ligi Futbolowej, ukończył studia na Uniwersytecie Michigan w 1999.
Ogromną popularność w Stanach Zjednoczonych zdobyła swego czasu drużyna koszykarska Michigan Wolverines, której podstawową piątkę tworzyli Chris Webber, Juwan Howard, Jalen Rose, Jimmy King i Ray Jackson. Wszyscy oni byli na pierwszym roku studiów, gdy w 1992 poprowadzili swój zespół do finału rozgrywek krajowych (przegrana z Duke), powtarzając to osiągnięcie rok później (porażka z North Carolina). Niespotykane wcześniej zachowanie i wygląd graczy inspirowane między innymi kulturą hip-hopową (np. szerokie spodenki) wywarły duży wpływ na studencką koszykówkę i przysporzyły Uniwersytetowi Michigan ogromnego sukcesu komercyjnego, z którego jednak młodzi koszykarze – zgodnie z przepisami NCAA – nie mogli korzystać. Drużynie, ochrzczonej w mediach przydomkiem Fab Five (Fantastyczna Piątka), kilka lat później odebrano osiągnięte rezultaty, gdy okazało się, że niektórzy z jej zawodników, w tym Chris Webber, przyjmowali nielegalną pomoc finansową. Po opuszczeniu uczelni Webber, Howard i Rose z powodzeniem kontynuowali karierę w NBA.

## Galeria

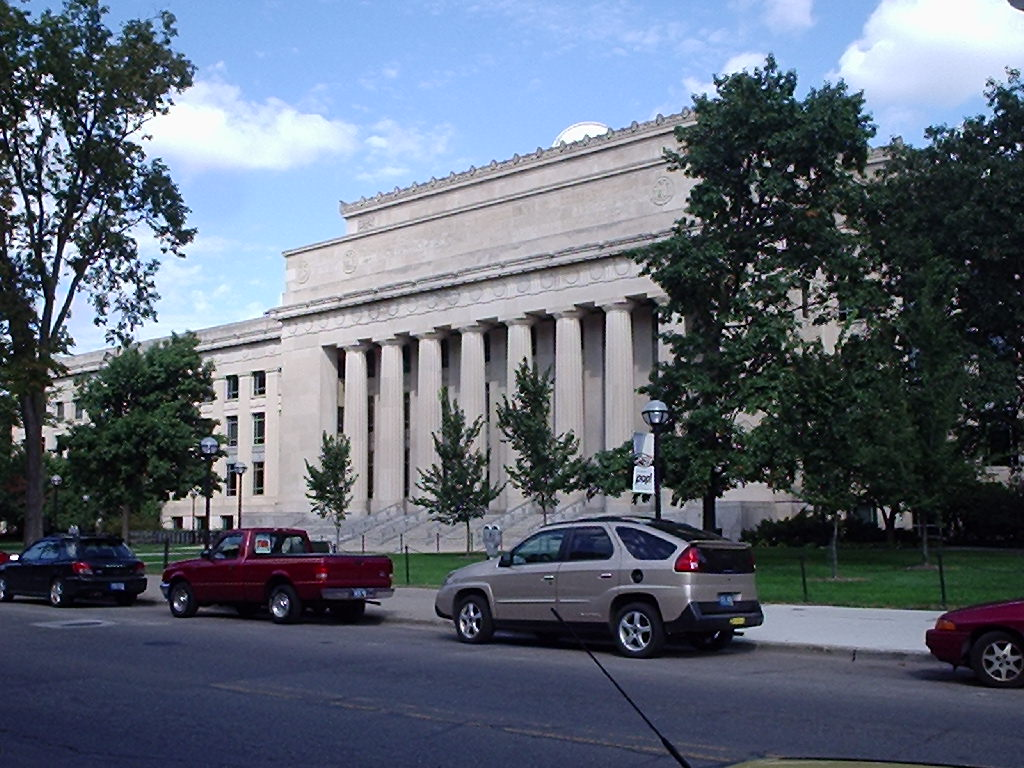
Angell Hall
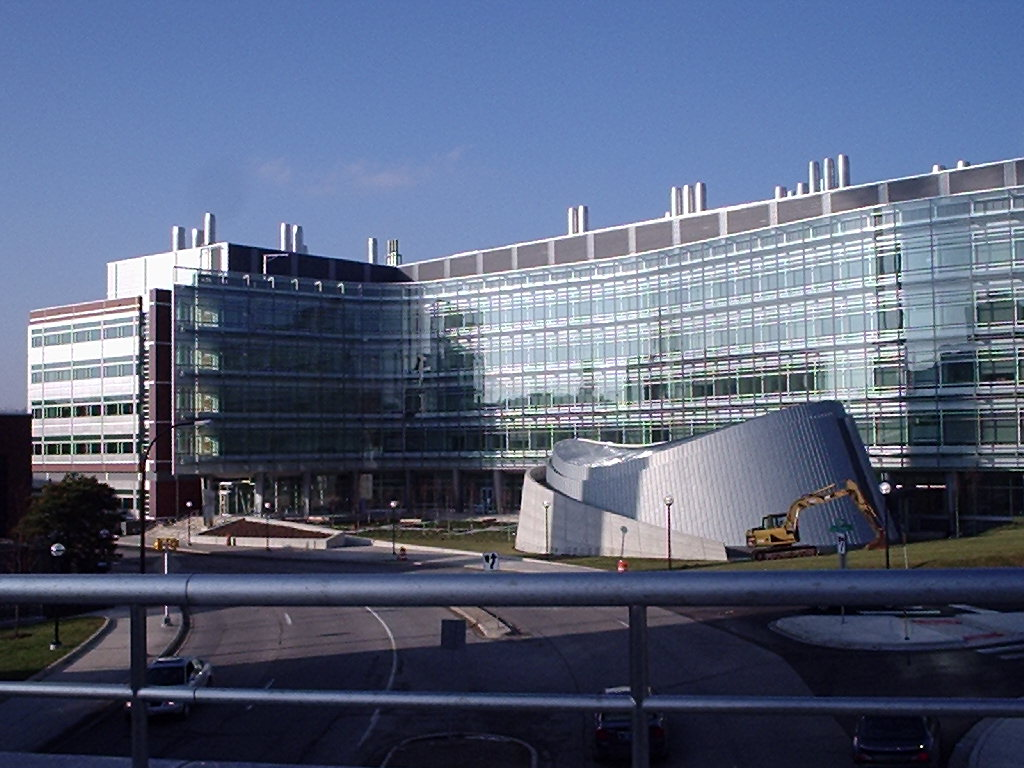
Centrum Badań Biomedycznych
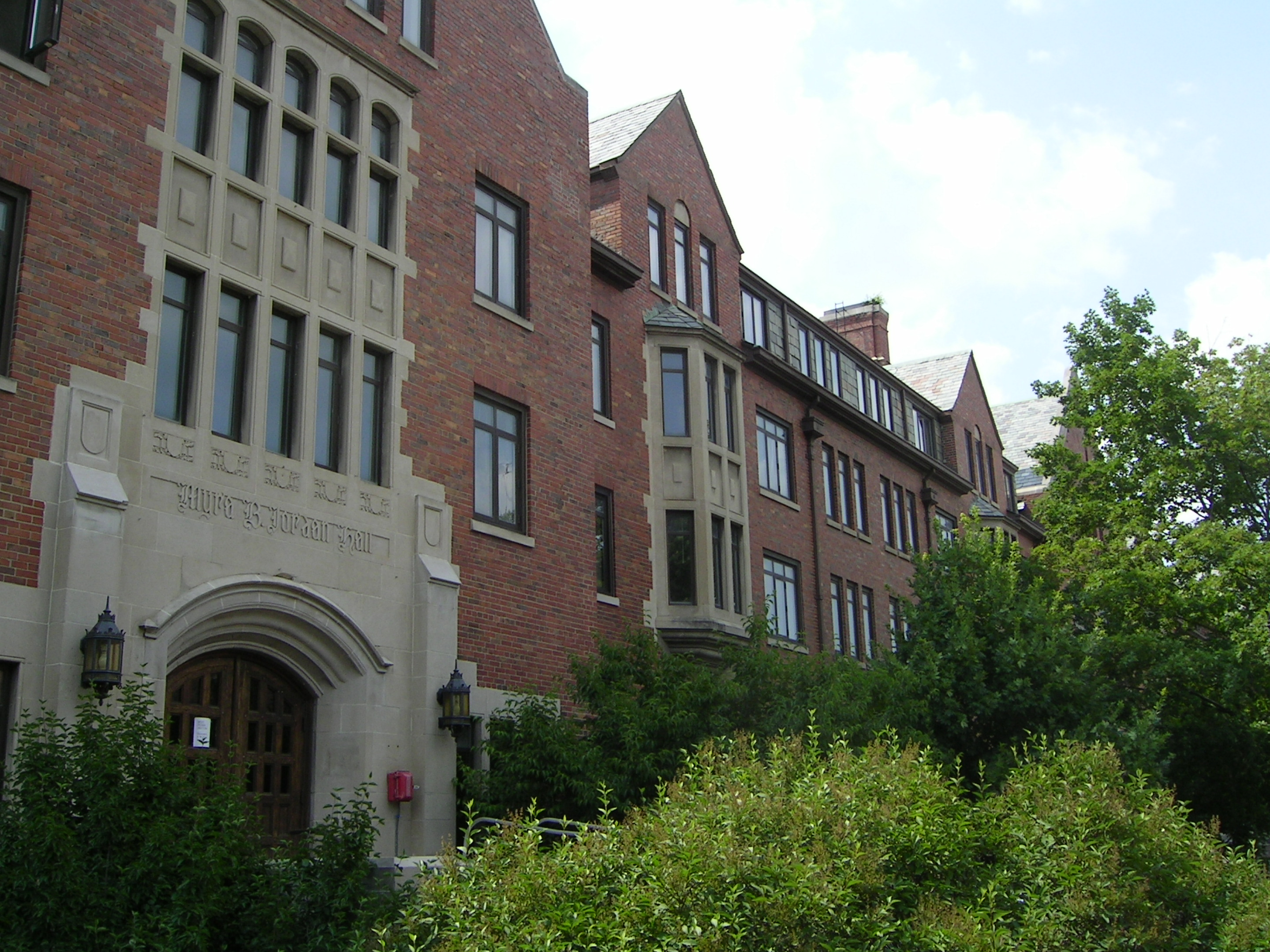
Akademik Mosher-Jordan
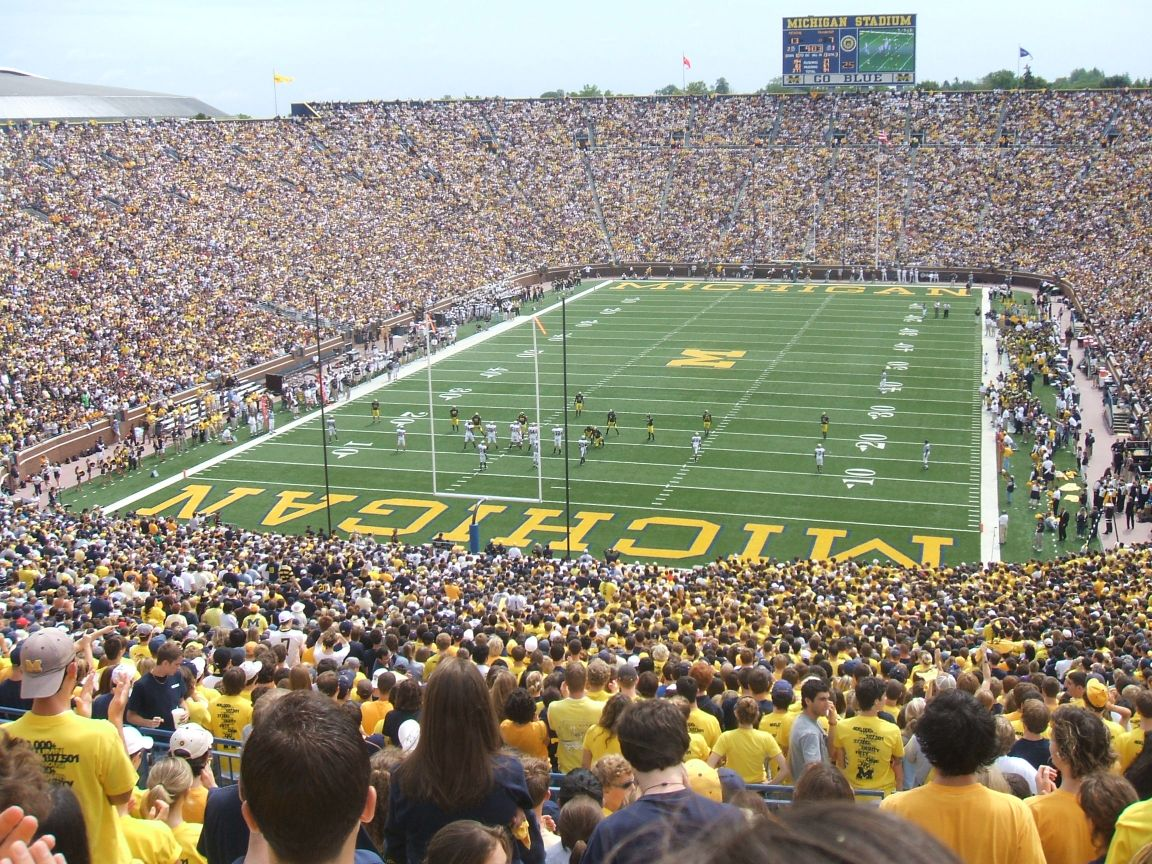
Michigan Stadium